# Hybomitra asturoides
Hybomitra asturoides är en tvåvingeart som beskrevs av Liu och Wang 1977. Hybomitra asturoides ingår i släktet Hybomitra och familjen bromsar. Inga underarter finns listade i Catalogue of Life.